# Eeles Landström
Pour les articles homonymes, voir Landström.
Eeles Landström (né le 3 janvier 1932 à Viiala et mort le 29 juin 2022) est un athlète finlandais spécialiste du saut à la perche. 
Affilié au RU-38 puis aux Michigan Wolverines après qu'il a émigré, Landström mesure 1,85 m pour 81 kg.

## Palmarès
| Année | Compétition           | Lieu      | Résultat | Discipline       | Performance |
| ----- | --------------------- | --------- | -------- | ---------------- | ----------- |
| 1952  | Jeux olympiques       | Helsinki  | 14e      | Décathlon        | 5 694 pts   |
| 1954  | Championnats d'Europe | Berne     | 1er      | Saut à la perche | 4,40 m      |
| 1956  | Jeux olympiques       | Melbourne | 7e       | Saut à la perche | 4,25 m      |
| 1958  | Championnats d'Europe | Stockholm | 1er      | Saut à la perche | 4,50 m      |
| 1960  | Jeux olympiques       | Rome      | 3e       | Saut à la perche | 4,55 m      |

## Records personnels
| Épreuve                 | Performance | Lieu     | Date            |
| ----------------------- | ----------- | -------- | --------------- |
| Saut à la perche        | 4,57 m      | Helsinki | 16 juillet 1958 |
| Décathlon Table de 1985 | 6 123 pts   | Helsinki | 1952            |